# Ulica Ob jarku, Maribor
Leta 1824 so majhno ulico, ki je tekla od Vetrinjske ulice do mestnega obzidja, poimenovali Alte Post Gasse (Stara poštna ulica). Po preboju in odstranitvi obzidja ter zasutju  mestnega jarka so jo leta 1846 poimenovali Stadgraben Gasse (Ob mestnem jarku). Leta 1873 so jo poimenovali v Graben  Gasse (Ulica ob jarku). Leta 1919 so ime poslovenili v ulico Ob jarku. Po nemški okupaciji aprila 1941 so jo začasno ponovno poimenovali Graben Gasse, nato pa so jo še isto leto preimenovali v Am Stadtgraben (Ob mestnem jarku). Maja 1945 so ji vrnili slovensko ime Ob jarku. Ime Ob jarku je dobila zato, ker je vodila do nekdanjega mestnega jarka. V 14. stoletju je mestu dobilo obzidje z današnjim Sodnim stolpom. Mestno obzidje je potekalo na vzhodu po današnji Svetozarevski ulici, na zahodu po današnji Strossmayerjvi ulici in nato po Lentu do Sodnega stolpa. Šele v 16. stoletju so z izgradnjo dveh novih utrdb ob Dravi, Vodnega stolpa in nekdanjih mariborskih Benetk na jugu obrambo mesta prenesli na reko Dravo. Okoli mestnega obzidja pa je bil skopan obrambni jarek, ki so ga v času nevarnosti napolnili z vodo iz dveh ribnikov pri Ribniškem selu (današnji Trije ribniki). Leta 1846 so po zasutju mestnega obrambnega jarka preko ulice naredil nov izhod iz starega mestnega jedra.